# مسعود حبیبی
مسعود حبیبی (متولد ۲۶ بهمن ۱۳۴۰ در کرمانشاه) نوازنده و مدرس و سازنده ی ساز دف می باشد که اهل ایران است.

## زندگینامه و کار به عنوان نوازندهٔ دف
مسعود حبیبی متولد ۲۶ بهمن ‌ماه سال ۱۳۴۰ در کرمانشاه است. موسیقی را از سن ۱۲ سالگی با نواختن ساز پیانو آغاز کرد و در۱۷ سالگی به دعوت رادیو کرمانشاه به عنوان نوازنده‌ی پیانو به  ارکستر رادیو پیوست و ده سال بعد، یعنی در سال ۱۳۶۷ کار خود را با رادیو تلویزیون تهران آغاز کرد. وی همچنین از اواخر دهه ۱۳۶۰ پیوسته با گروه عارف به آهنگسازی و سرپرستی مرحوم استاد پرویز مشکاتیان همکاری کرده و در آلبوم‌ها، کنسرت‌های داخلی و خارجی به عنوان نوازنده‌ی دف حضور داشته است. از اوایل دهه ۱۳۷۰ علاوه بر فعالیت در رادیو تلویزیون تهران، به همکاری با گروه موسیقی صبا، به سرپرستی و آهنگسازی مرحوم استاد حسین فرهادپور میپردازد. به همراه گروه نوا که متشکل از اساتید برجسته موسیقی کشور مانند استاد حسن ناهید، استاد محمد مقدسی و ... در سالهای 1369 تا 1372 کنسرتهای متعددی در داخل و خارج کشور اجرا کرد و حاصل این فعالیت ها آلبوم های صوتی است که به صورت نوار کاست ضیط شده و در دسترس عموم است. وی سپس به همراه استاد جلال ذوالفنون و حسام الدین سراج گروه بیدل را به همراه تنی چند از اساتید موسیقی کشور تاسیس نمودند که به همراه این گروه آثار متعددی راخلق نموده و اجراهای بیشماری را در داخل و خارج کشور برگزار کردند، حاصل این تلاش ها به صورت نوار کاست و سی دی در دسترس است. مسعود حبیبی از آن پس با گروه‌ها و آنسامبل‌های مختلفی همکاری داشته که ارکستر صدا و سیما از جمله مهم‌ترین آن‌ها به شمار می‌رود. انتشار آلبوم‌های موسیقی زورق مهتاب، رقص گل‌ها، بهشت من، نوبهار، دشت شقایقها، کوچ، غریبانه، هنگامه، شب بارانی، حسرت، فاصله و بسیاری از آلبومها که در آن سالها از ساز دف استفاده کرده اند نیز از دیگر فعالیت‌هایایشان در این سال‌ها بوده‌است. رد پای او را می‌توان به سادگی در حافظه شنیداری اغلب ایرانیان جست. دف‌نوازی درخشان موسیقیِ فیلم و سریال‌هایی همچون ولایت عشق، تنهاترین سردار و امام علی (ع) از این جمله‌اند. او در بیش از 30 موسیقی فیلم، بالغ بر 150 آلبوم و بویژه هزاران اثر موسیقی ضیط شده در صدا و سیما نوازندگی کرده. ایشان به منظور اشاعهی هنر دفنوازی در آمریکا، کانادا، اروپا و آسیا اقدام به برگزاری وُرکشاپهای بسیاری نموده است.
وی همچنین در سال ۱۳۷۲گروه سازهای ضربی را با نام “دالاهو” بنیان گذاشت. آن گروه متشکل از سازهای ضربی بود که در زمان خود اولین گروه کوبهای با قطعات و پارتیتورهای مربوطه بوده و آلبوم حماسه‌ی ایران زمین را ساخته و توسط شاگردانش ضبط کردند. که نمونه ی متفاوت و نوینی از ارکستراسیون کوبهای را به نمایش میگذاشت. در کنار آن، ایشان گروه موسیقی دالاهوی ملودیک را با همکاری جمعی از نوازندگان برجسته موسیقی ایرانی همچون هادی منتظری و مرحوم شهریار فریوسفی بنیان گذاشت. از جمله فعالیتهای مشترک ایشان با استاد بیژن کامکار، می توان به همکاری مشترک آنها با ارکستر تخت جمشید در سال 1391 اشاره نمود.
در تاریخ 23مهر ماه 1392 به پاس سالها تلاش، تحقیق و فعالیت هنری ایشان درترویج و بهبود ساختار و نوازندگی ساز دف و همینطور تالیف کتب مختلف در آموزش متدیک ریتم برای این ساز، از طرف شورای ارزشیابی هنرمندان، نویسندگان و شاعران به ریاست وزیر فرهنگ و ارشاد اسلامی، در رشته ی نوازندگی (دف) به ایشان گواهی درجه یک هنری (دکتری) اعطاء شد.در شهریور ۱۳۹۲ مراسم بزرگداشت مسعود حبیبی در سالن احسان شیراز برگزار شد. در این مراسم از سردیس و تمبر یادبود مسعود حبیبی رونمایی شد.

## طراحی مدل جدیدی از دف
دف حبیبی از اتفاقات پر سر و صدا در جامعه موسیقی بود. تا پیش از آن، دف‌ها از جنس پوست طبیعی مانند پوست گوسفند یا بز ساخته می‌شدند و در اجراهای صحنه‌ای و ضبط های استودیویی، با تاثیرپذیری از دمای هوا و رطوبت تغییر صدا و طنین می‌دادند که کار را برای نوازنده مشکل می‌کرد، از طرفی با توجه به پیچیده تر شدن ریتمهای طراحی شده توسط ایشان، نیاز به وجود پوستی منطبق با این خواستها ضروری جلوه می نمود، لذا مسعود حبیبی دف با پوست مصنوعی را ابداع نمود، پوست این دف از جنس مخصوصی است که رطوبت، گرما و سرما بر آن بی اثر می باشد. این اختراع منجر به تحولی عظیم در ساختار دف و نوازندگی آن شد. زمانی که دف با پوست مصنوعی ابداع شد اعتقاد عموم بر این بود که دف سازی سنتی‌ است و باید به همان شکل پوست طبیعی باقی بماند و دف حبیبی بدعت در سنت است. اما پس از گذشت چند سال و پذیرفته شدن دف حبیبی در جامعه ی دف نوازان به عنوان سازی کارآمد، شاهد تولید دف‌های دیگر با برندهای مختلف و با همان شیوه‌ی دف حبیبی هستیم.

## تألیف کتاب

### آموزش ریتم و دف
آموزش دف به شیوه‌ی مسعود حبیبی نیزمتفاوت از همتایانش می باشد. علیرغم اینکه در سازهای کوبه‌ای عموما از یک خط برای نگارش نغمات استفاده می‌شود، مسعود حبیبی با مشورت تعدادی از برجسته ترین اساتید موسیقی زمان (استاد مرحوم حسین دهلوی،استاد مصطفی کمال پورتراب، استاد شریف لطفی و سرکار خانم استاد مهربانو توفیق) در کتاب‌های خود از چهارخط حامل برای نت نگاری ریتم ها استفاده کرد و معتقد است با این روش درک و خواندن علائم برای هنرجو راحت‌تر است. همچنین با این شیوه می‌توان تمامی صداهای مورد نیازساز دف را به نگارش درآورد و قطعه‌ی موسیقی مورد نظر را با تمام جزییات روی کاغذ نوشت. وجود خط مجزا برای حلقه ها برای اولین بار باعث شد تا اینصدا ماهیت زمانی و موسیقیائی جداگانه پیدا کرده و خارج از یک نت زینت به آن نگاه شود، حبیبی با نگرشی جهانی به موسیقی و ریتم، باعث رشد و تعالی ریتم و دف نوازی خارج از چارچوب های متداول و معمول آن زمان شد که این روند تا به امروز نیز ادامه یافته است. وی در سال 1378 تا 1386 یک مجموعه سه جلدی با عنوان “شیوه نوین دف نوازی” را تالیف و آماده کرده است که توسط انتشارات چنگ منتشر شد و در سال ۱۳۹۳ یک مجموعه هفت جلدی با عنوان “آموزش ریتم و دف” را تالیف و منتشر نموده است. او بر اساس همین شیوه، به پرورش شاگردان بسیاریهمت گمارده که حاصل آن حدود تعداد زیادی از معلم های موفق است که در سراسر ایران و کشورهای مختلف در حال تدریس و اشاعهی فرهنگ دف‌نوازی می‌باشند.